# Jawad Adekoya
Jawad Adekoya (Tinley Park, Illinois, Estados Unidos, 1993) es un jugador de baloncesto que posee doble nacionalidad norteamericana y británica. Su estatura oficial es de 1,98 metros y juega en la posición de alero.
Es hermano del también jugador de baloncesto Jubril Adekoya.

## Trayectoria
Comenzó su trayectoria universitaria en el Kankakee Community College de Illinois, Estados Unidos, para posteriormente ingresar en la Universidad de Chicago State, donde formó parte de la plantilla de los Cougars durante las temporadas 2014/15 a 2015/16, disputando la Conferencia Western Athletic de la Division I de la NCAA. En su último curso universitario disputó un total de 22 encuentros, logrando unos promedios de 7,7 puntos y 2,5 rebotes por partido.
La temporada 2016/17 fue su primera como profesional, jugando en los Cheshire Phoenix de la Liga Británica de baloncesto (BBL).